# Maison Lafleur
La maison Lafleur, est une habitation de style Sécession viennoise de la ville de Charleroi, en Belgique. 
Construite en 1908,  pour Joseph Charon et son épouse Mme Lafleur, par un architecte inconnu, elle est récemment attribuée à François Giuannotte. Par son style et sa forme elle ressemble à la Maison Lapaille construite deux années auparavant à Liège par Victor Rogister.
La Maison Lafleur a été rénovée dans les années 1990 par Paul Warin et Luc Schuiten qui lui ajoute un second corps en retrait conçu dans le même esprit.